# جام باشگاه‌های کارائیب ۲۰۰۹
جام باشگاه‌های کارائیب ۲۰۰۹ یازدهمین دوره جام باشگاه‌های کارائیب، رقابت‌های بین‌المللی فوتبال باشگاهی سالانه در منطقه کارائیب بود که در بین باشگاه‌هایی که اتحادیه‌های فوتبال آن‌ها به اتحادیه فوتبال کارائیب (سی‌اف‌یو) وابسته هستند، برگزار می‌شود. سه تیم برتر مسابقات - دبلیو کانکشن، پورتوریکو آیلندرز، و سن خوان جابلوته - به لیگ قهرمانان کونکاکاف ۱۰–۲۰۰۹ راه یافتند.

## باشگاه‌های راه یافته
باشگاه‌های زیر به مسابقات راه یافتند.
| کشور              | نماینده                           |
| ----------------- | --------------------------------- |
| آنتیگوا و باربودا | هاپرز                             |
| آروبا             | بریتانیا آرسی‌ای₮                  |
| دومینیکا          | بث استیت                          |
| گویان             | آلفا یونایتد                      |
| هائیتی            | کاوالی تمپت                       |
| جامائیکا          | پورتمور یونایتد₮                  |
| آنتیل هلند        | باربر                             |
| پورتوریکو         | پورتوریکو آیلندرز‡ سویا پورتوریکو |
| سورینام           | اینتر موئنگوتاپو                  |
| ترینیداد و توباگو | سن خوان جابلوته† دبلیو کانکشن     |

نکات
- † سن خوان جابلوته در مرحله دوم سیدبندی شد.[۱][۲][۳]
- ‡ پورتوریکو آیلندرز در مرحله سوم سیدبندی شد.[۳]
- ₮ پورتمور یونایتد و آرسی‌ای از مسابقات انصراف دادند.
- کشورهای زیر تیمی را به مسابقات نفرستادند: آنگویلا، باهاما، باربادوس، برمودا، جزایر ویرجین بریتانیا، جزایر کیمن، کوبا، جمهوری دومینیکن، گویان فرانسه، گرنادا، گرادالوپ، مارتینیک، مونتسرات، سنت کیتس و نویس، سنت لوسیا، سن مارتین، سنت وینسنت و گرنادین‌ها، سینت مارتن، جزایر تورکس و کایکوس، و جزایر ویرجین ایالات متحده آمریکا.

## تغییرات
در سال ۲۰۰۸ هیچ تورنمنتی برگزار نشد زیرا تا قبل از این دوره، جام باشگاه‌های کارائیب نزدیک به پایان سال تقویمی برگزار می‌شد، اما در سال ۲۰۰۸ تصمیم گرفته شد که این مسابقات در اوایل سال برگزار شود تا این رقابت‌ها نزدیک تر به لیگ قهرمانان بعدی کونکاکاف برگزار شود که از این مسابقات به عنوان مسابقات انتخابی منطقه کارائیب استفاده می‌کند.

## مرحله اول
| تیم ۱          | نتیجه‌نهایی | تیم ۲            | بازی رفت | بازی برگشت |
| -------------- | ---------- | ---------------- | -------- | ---------- |
| بث استیت       | ۱ – ۱۷     | دبلیو کانکشن     | ۰ – ۵    | ۱ – ۱۲     |
| باربر          | ۲ – ۳      | اینتر موئنگوتاپو | ۱ – ۳    | ۱ – ۰      |
| سویا پورتوریکو | ۳ – ۵      | هاپرز            | ۳ – ۳    | ۰ – ۲      |
| آلفا یونایتد   | ۱ – ۳      | تمپت             | ۱ – ۱    | ۰ – ۲      |
| کاوالی         | ۶ – ۰      | بریتانیا         | ۵ – ۰    | ۱ – ۰      |

## مرحله دوم
| تیم ۱           | نتیجه‌نهایی | تیم ۲            | بازی رفت | بازی برگشت |
| --------------- | ---------- | ---------------- | -------- | ---------- |
| سن خوان جابلوته | ۵ – ۲      | اینتر موئنگوتاپو | ۲ – ۱    | ۳ – ۱      |
| دبلیو کانکشن    | ۴ – ۱      | کاوالی           | ۳ – ۱    | ۱ – ۰      |
| هاپرز           | ۰ – ۸      | تمپت             | ۰ – ۴    | ۰ – ۴      |

## مرحله نهایی

### نیمه نهایی
| پورتوریکو آیلندرز | ۲ – ۰ (و.ا.) | تمپت |
| ----------------- | ------------ | ---- |
|                   |              |      |

| سن خوان جابلوته | ۱ – ۲ | دبلیو کانکشن |
| --------------- | ----- | ------------ |
|                 |       |              |

### رده‌بندی
| تمپت | ۱ – ۲ | سن خوان جابلوته |
| ---- | ----- | --------------- |
|      |       |                 |

### فینال
| دبلیو کانکشن | ۲ – ۱ | پورتوریکو آیلندرز |
| ------------ | ----- | ----------------- |
|              |       |                   |